# NGC 3332
NGC 3332 (другие обозначения — NGC 3342, UGC 5807, MCG 2-27-38, ZWG 65.80, PGC 31768) — галактика в созвездии Лев.
Этот объект занесён в новый общий каталог несколько раз, с обозначениями NGC 3332, NGC 3342.
Этот объект входит в число перечисленных в оригинальной редакции «Нового общего каталога».
В галактике вспыхнула сверхновая SN 2005ki типа Ia, её пиковая видимая звездная величина составила 18,0.